# Thomas Hösli
Thomas Hösli (* 17. Dezember 1965 in Luzern; † 23. August 2007 ebenda) war ein Schweizer Gitarrist, Sänger, Songwriter und Entertainer (Punk, Rock, Chanson).

## Leben und Werk
Kindheit und Jugend verbrachte Hösli im Luzerner Maihofquartier, mit direktem Blickkontakt zum ehemaligen Gefängnis Sedel, das eine prägende Rolle in seinem Leben spielen sollte. Der Sedel prägte ihn und umgekehrt. Von allem Anfang an (Umnutzung des ehemaligen Gefängnisses 1981) frequentierte er das Musikzentrum Sedel. Hier hatte er unzählige Auftritte, hier probte er, hier war er wiederholt im Trägervereinsvorstand engagiert, hier lebte er auch, als er 1985 und 1986 offiziell als Abwart (Hausmeister) amtete.
Die Anfänge standen ganz im Zeichen des Punk, etwa in der Band Naturakt (1981–1985). Mitte der 80er-Jahre gründete er Steven’s Nude Club, eine langlebige Band, der zeitweilig ein schöner Erfolg beschieden war. Mit dem Club trat er nicht nur weitherum in der Schweiz auf, sondern auch in Deutschland, Holland, Frankreich und Italien. Stilistisch praktizierte Steven’s Nude Club um seinen Mastermind Hösli pionierhaft den Stilmix des Crossover, in dem Punk, Ska und Rhythm ’n’ Blues ihren Platz hatten. Früh schrieb er hochdeutsche Songs (vornehmlich in der Rolle seines Alter Ego Gilbert Dessert, unter welchem Namen Hösli auch als sein eigener Produzent auftrat). Zur Blüte brachte Hösli das hochdeutsche Texten die letzten elf Lebensjahre gleichsam als Fortsetzung seiner Aktivitäten als Gilbert Dessert im Duo Hösli & Ricardo. Drei Tonträger zeugen von dieser Ära; dazu kommt das Duo-Projekt zusammen mit dem Yellow Caps Orchestra des Luzerner Zivilschutzes.
Wiederholt realisierte Hösli zahlreiche Nebenprojekte, wenn er mit eigens gegründeten Tribute-Bands in Coverprogrammen Musik von Alex Harvey, Sweet oder The Kinks spielte. Um sich die Freiheit des Musikerlebens zu gestatten, arbeitete Hösli seit den frühen 1990er-Jahren teilzeit als Reprograf und war auch als Experte bei Lehrlingsprüfungen tätig.
Mit Abstechern an Wohnorte wie Reussbühl und Zürich blieb Hösli zeitlebens seiner Heimatstadt Luzern verbunden. Über den Luzerner Vorort Reussbühl hat er 1992 den gleichnamigen Porträtsong geschrieben, ein Klassiker und Evergreen, nicht nur der Luzerner Musikkultur. Ein gültiges filmisches Porträt zu Wesen und Werk von Hösli (und seinem Duopartner Ricardo Regidor) gestalteten Stefan Kälin und Norbert Wiedmer 2005 mit «Blau».
Am 23. August 2007 starb Hösli an Lungenkrebs, verursacht durch Asbeststaub. In Berührung gekommen mit dem Krebs verursachenden Stoff war Hösli viele Jahre zuvor, als er bei Sanierungsarbeiten am Unispital Zürich beschäftigt war.
Über mehr als zwei Jahrzehnte prägte Hösli die Kulturszene Luzern massgeblich mit, nicht nur als Musiker. Luzerns Stadtpräsident Urs W. Studer würdigte Hösli am Tag nach dessen Tod mit den Worten: «Höslis Tod ist ein Verlust für die Kulturstadt Luzern. Ich sehe ihn als Persönlichkeit, der die Gesellschaft bereichert hat, nicht nur kulturell, auch ganz allgemein, als Person.» Die Neue Luzerner Zeitung schrieb in einem Nachruf: «Unverwechselbar bleibt seine Stimme, als unnachahmlich galt seine Art, seine Musik auf der Bühne auch mit Gestik und Mimenspiel zu vermitteln: ein Entertainer von Gottes Gnaden.»

## Bands
- 1981–1985  Patenkinder, Patentkinder, Die Reiber, Naturakt
- 1984–2000 Steven’s Nude Club
- 1984–1988 (The Great) Gilbert Dessert (Hösli solo)
- 1988–1989 Moses In Heavy Syrup
- 1992–1993 M.D. Moon
- 1996–2007 Hösli & Ricardo
- 2002–2003 Kings Of Cunnilingus
- 2005 Sindells
- 2006 Beatralon

## Tribute-Bandprojekte
- 2000 The Sensational Alex Harvey Project
- 2001 Sweeter than Sweet, Songs von Nicky Chinn und Mike Chapman (The Sweet, Suzi Quatro)
- 2004 The Missing Kinks (The Songs of Ray Davies)

## Theater
- «Erzähler-Conférencier» und zusammen mit Ricardo Regidor Interpret von 5 Songs in der Aufführung «Geld und Geist oder Die Versöhnung» nach Jeremias Gotthelf am Luzerner Theater (Premiere November 2001, Regie: Michael Talke).

## Moderationen/Diverses
- 1991–2000 Initiant, Organisator und Moderator der Luzerner Playback-Show «Interpretenfestival»
- 2003–2006 Moderator Auslosung, Platzspeaker und Moderator Siegerehrung beim Luzerner Kulturfussballturnier Kick’n’Rush
- 2002–2007 Moderator der «Kick Ass Award»-Gala von Radio 3fach
- 2004–2007 W.O.W. Input-Team der satirischen Trickfilmsendung «W.O.W.» (Schweizer Fernsehen SF DRS)

## Kolumnen
- «Zwischenton», «Speaker’s Corner» bzw. «Luzern heute» in Luzern heute bzw. WOZ Die Wochenzeitung Luzern, Mai 1997 bis Juli 2001

## Diskografie
- 1985 Naturakt (MC)
- 1988 The Great Gilbert Dessert: Keiner fällt tiefer (MC)

Steven’s Nude Club
- 1986 Go Nude (EP),
- 1988 An Overdose Of Gloux (LP),
- 1989 Nervöus (LP),
- 1994 Dedicated To: ... (CD)
- 1996 Pool Position (CD)
- 1997 17 Knüller in Stereoqualität (Best of) (CD)

Hösli
- 1992 Reussbühl
- 2008 Music For Happy Lovers (postum)

Hösli & Ricardo
- 1999 Alles Liebe
- 2001 Blau
- 2003 Hösli & Ricardo / Yellow Caps Orchestra
- 2003 Always Kick’n’Rush (Single)
- 2005 In guter Gesellschaft

diverse Bands, Gastauftritte
- 1992 M.D. Moon: Honeymoon (Gitarre, Chorgesang)
- 1994 M.D. Moon: Prince Of Beirut, Maxi-CD
- 2003 Kings Of Cunnilingus (Demo-CD)

Sampler/Compilation
- 1989 Steven’s Nude Club: Kill The President, auf: Swiss Benefice Sampler. Stop The Army
- 1989 Steven’s Nude Club: Bäng; Now, auf: Original & Cover Versionen
- 1992 Steven’s Nude Club: Trust No Magazine, auf: The Lux-Noise-Single-A-Side-Compilation
- 1993 Nude Club: Tree, auf: SKAmpler
- 1995 Steven’s Nude Club: The Wrong Guy, auf: Central Rock. Rock aus der Innerschweiz
- 1995 Al Pesto mit Hösli: Lonely Town, auf: Luzerner Musiker helfen
- 1997 Steven’s Nude Club: Hit In My Back, auf: SKAmpler 3
- 1999 Steven’s Nude Club: Haunted House, auf: SKAmpler 4
- 1999 Hösli & Ricardo: Würdest du? Auf: Selection Swiss Radio International. Swissness and Quality
- 2002 Steven’s Nude Club: Bo Diddley (1986), auf: Sedel 1981–2001 (CD-Beilage zum Buch, 2002)
- 2006 Hösli & Ricardo: Der Dixielandfaschist (1999), auf: Rock Down. Sampler gegen das Asylgesetz/Ausländergesetz, Bern 2006 (ww.rockdown.ch)
- 2007 Hösli & Ricardo: Dunkelblau, auf: Die grössten Schweizer Hits. Spezielles & Verrücktes
- 2008 Hösli & Ricardo: Lehrer und bei der SP, auf: Hin & Weg. Compilation gegen Wegweisung, Luzern  (www.luzernfueralle.ch)

## DVD
- 2005  , 2005 Stefan Kälin, Norbert Wiedmer: Blau. Ein Musikfilm mit Hösli & Ricardo, Biograph Film, Schweiz, DVD 2006
- 2006  , Marcello Pirrone: Rebellen von gestern. Thomas Hösli, Hannibal Buri, Kerstin Ramser. Hochschule für Gestaltung und Kunst Zürich, Dokumentarfilm, 25’
- 2007 , W.O.W., DVDs, Böse Folgen 1–10, 2004–2005, mit Bonus «Faking of» (Cameo-Auftritt von Hösli als Maskenbildner); www.wow-tv.ch
- 2008 W.O.W., DVD, Böse Folgen 21–25, 2006–2007, mit Bonus «Hommage an Hösli»

## Auszeichnungen/Ehrungen
- 1988  (PDF; 866 kB), Werkbeiträge Musik von Stadt und Kanton Luzern an Steven’s Nude Club
- 1991 Tabasco-Preis für «Pionierstatus für gesellschaftlich-kulturelle Würze», Luzern
- 1996  (PDF; 2,1 MB), Werkbeiträge Musik von Stadt und Kanton Luzern an Thomas Hösli
- 1997 Anerkennungspreis der Stadt Luzern
- 2006 Top 100 – Kulturköpfe der Zentralschweiz. Das Kulturmagazin, Luzern, 12/2006 (26.)
- 2007 Life Time Award 2006, Ehren-Auszeichnung im Rahmen der «Kick Ass Award»-Verleihungen von www.3fach.ch, Radio 3fach, Januar
- 2007 «Hösli forever». Hommage-Ausstellung in Kunstpanorama/Kunsthalle Luzern, 9. Dezember 2007 bis 6. Januar 2008.
- 2008 Konzertlokal Schüür, Luzern, 25. Oktober 2008: «Hösli forever», Hommage von Luzerner Bands mit Hösli-Songs und CD-Taufe des Albums Music For Happy Lovers
- 2009 Im August wird an Höslis musikalischem Wirkungsort Musikzentrum Sedel in Luzern an der Nordfassade ein übergrosses Porträtbild gestaltet